# Allen Durham
Pour les articles homonymes, voir Durham.
Allen Durham, né le 9 juillet 1988 à Wyoming au Michigan, est un joueur américain de basket-ball.

## Biographie
Non drafté en 2013, il commence sa carrière professionnelle en Roumanie au Dinamo Bucarest. Par manque de résultat de l'équipe, il part en Finlande au Vilpas Vikings. Lors de son premier match avec les Vikings, il marque 27 points et prend 19 rebonds.
Durant la saison 2012-2013, il part joueur en Israël, à l'Hapoël Afoula, équipe de deuxième division,. Il termine la saison avec 21 points à 58 % de réussite et 12,1 rebonds par match.
Durant l'été 2013, il signe en France à Nantes pour jouer en Pro B, la deuxième division du championnat français.
À la fin de la saison, il décide de rester une année supplémentaire à Nantes. Durant l'été 2014, il part jouer aux Philippines pour l'Air21 Express en étant recommandé par Wesley Witherspoon, ancien coéquipier à Nantes. Mais, après avoir signé, il s'engage avec les Barako Bull Energy Boosters, pour remplacer Eric Wise. Lors de son premier match, il réalise un triple-double : 32 points, 24 rebonds, 10 passes décisives (et 3 contres).

## Clubs successifs
- 2011-2012 :  Dinamo Bucarest
- 2012 :  Vilpas Vikings
- 2012-2013 :  Hapoël Afoula (D2)
- 2014 :  Air21 Express puis Barako Bull Energy Boosters (PBA)
- 2014-2016 :  Hermine de Nantes Atlantique (Pro B)
- 2016- :  Meralco Bolts (PBA)

## Palmarès
- Champion NCAA II en 2009.